# Laguna Chichoy
A  Laguna Chichoy  é um lago localizado na Guatemala. Localiza-se no departamento de Chimaltenango, Município de Tecpán Guatemala.